# Ot tozi moment
Ot tozi moment è un singolo della cantante bulgara Gergana, pubblicato il 28 ottobre 2013.

## Classifiche
| Classifica (2015) | Posizione massima |
| ----------------- | ----------------- |
| Planeta Top 20    | 12                |
| Veselina Top 10   | 1                 |